# Bukovica Donja (miasto Bijeljina)
Bukovica Donja (cyr. Буковица Доња) – wieś w Bośni i Hercegowinie, w Republice Serbskiej, w mieście Bijeljina. W 2013 roku liczyła 568 mieszkańców.